# الکساندر هولوکو (بازیکن فوتبال، زاده ۱۹۹۵)
الکساندر هولوکو (اوکراینی: Олександр Олександрович Головко؛ زادهٔ ۱۱ مارس ۱۹۹۵) بازیکن فوتبال اهل اوکراین است.